# Walter Monaco
Walter Monaco (Lecce, 11 luglio 1970) è un ex calciatore e allenatore di calcio italiano, di ruolo centrocampista.

## Carriera
Ha giocato in Serie A con il Lecce ed in Serie B con lo stesso Lecce ed il Venezia.
Lasciato il calcio giocato, inizia la carriera da allenatore nella Juventina Lecce per poi diventare dal febbraio 2010 allenatore in seconda del Matera, facendo da vice a Roberto Rizzo.
La stagione successiva entra a far parte dello staff tecnico del Lecce collaborando con l'allenatore Luigi De Canio e lo stesso Rizzo suo vice, e a partire da marzo 2012 entra nello staff degli osservatori di Antonio Conte alla Juventus. Nel 2014 allena il Nardò  , nel 2016 è alla Gioventu' Parabita , nel 2018 è alla scuola calcio di San Donato ,  dal 2022 è direttore tecnico e vice allenatore dei Boys Giallorossi

## Palmarès

### Club

#### Competizioni nazionali
- Serie C1: 1

Lecce: 1995-1996